# The Stanford Prison Experiment
The Stanford Prison Experiment (bra:O Experimento De Aprisionamento De Stanford) é um suspense documental americano de 2015 dirigido por Kyle Patrick Alvarez, escrito por Tim Talbott. O enredo diz respeito ao experimento da prisão de Stanford de 1971, conduzido na Universidade de Stanford sob a supervisão do professor de psicologia Philip Zimbardo, no qual os alunos desempenhavam o papel de prisioneiro ou guarda prisional.

## Elenco
- Billy Crudup como Dr. Philip Zimbardo
- Michael Angarano como Christopher Archer / "John Wayne" Guard
- Ezra Miller como Daniel Culp / Prisoneiro 8612
- Tye Sheridan como Peter Mitchell / Prisioneiro 819
- Keir Gilchrist como John Lovett
- Olivia Thirlby como Dr. Christina Maslach
- Nelsan Ellis como Jesse Fletcher

## Recepção
O agregador de resenhas Rotten Tomatoes indica um índice de aprovação de 84%, com base em opiniões de 98 críticos, com uma pontuação média de 6,97 / 10. O consenso do site afirma: "Tão assustadoramente instigante quanto absorvente e bem atuado, The Stanford Prison Experiment oferece um drama histórico que tem um impacto atemporalmente relevante." No Metacritic, o filme tem uma pontuação de 67 de 100, com base em 26 críticos, indicando "críticas geralmente favoráveis".